# Forces Elèctriques d'Andorra
Forces Elèctriques d'Andorra (FEDA) és una empresa del Principat d'Andorra de capital públic i privat encarregada del subministrament elèctric del país. El seu antecessor directe és Forces Hidroelèctriques d'Andorra (FHASA), que va ser rescatada i nacionalitzada el 1988 pel Consell General d'Andorra i va ser reconvertida en l'actual FEDA.
Entre altres FHASA és coneguda per la construcció de la central a Engordany i la CG-1, a més de les conegudes «vagues de FHASA» que van aconseguir el sufragi universal (masculí) pels andorrans, fins llavors limitat als caps de casa, escenificant les tres úniques vagues generals de la història d'Andorra.